# Cacoxenus kaszabi
Cacoxenus kaszabi är en tvåvingeart som först beskrevs av Toyohi Okada 1973.  Cacoxenus kaszabi ingår i släktet Cacoxenus och familjen daggflugor. Inga underarter finns listade i Catalogue of Life.